# Plan de Guerra Naranja
El Plan de Guerra Naranja (War Plan Orange) era el plan de la Marina de los Estados Unidos para tratar una eventual guerra con el Imperio de Japón.

## Historia
Fue iniciado por el presidente Theodore Roosevelt en 1890 con motivo de los movimientos de navíos japoneses en las cercanías de Hawái, coincidentes con una fuerte inmigración japonesa a ese protectorado.
Después que Hawái fue anexado, el plan se modificó, orientándolo a la supuesta amenaza japonesa sobre Filipinas. Entre 1891 y 1906, período de fuerte inmigración japonesa a California y coincidente con la victoria de esa nación en la guerra con Rusia, fue nuevamente adaptado a la nueva situación y percepción.
El plan asignaba códigos de color a los diferentes países, así, Japón era "Orange" y Estados Unidos "Blue". El Plan Orange nunca fue enviado al Congreso ni aprobado por la presidencia hasta 1941, en la Segunda Guerra Mundial. 
El plan final, en tres fases partía de la base de que por las distancias involucradas los tiempos de la estrategia se desenvolverían por años. Dado que se preveía que el agresor sería Japón y que EE. UU. debía proteger varios puntos de vital importancia (Canal de Panamá, Hawái) se consideraba que no podrían defenderse de un primer ataque las posiciones pobremente defendidas que rodeaban por sur y oeste al Japón.
Consiguientemente se preveía que EE. UU. movilizaría la Flota del Pacífico (en el tiempo de paz, cada barco tenía sólo la mitad de su equipo) en el Pacífico Oriental con el objetivo primario de derrotar cualquier ataque ambicioso contra el Canal de Panamá, y para iniciar la contraofensiva, primero desde Hawái y en cerco, isla por isla hacia Manila en la eventualidad de que los japoneses hubieran ocupado Filipinas. El plan hacía hincapié en la necesidad de conservar las líneas de comunicaciones y abastecimientos, y se proponía asegurar un bloqueo efectivo del Japón de manera de asfixiar su economía.
Una vez que la flota llegara a Manila, navegaría al norte y se preveía una gran confrontación con la marina japonesa en algún sitio entre las Filipinas y Japón. Obtenida la victoria, el plan proponía cerrar el cerco y mantener bajo bombardeo a la isla hasta destruir su industria y lograr su rendición.
La Marina Imperial japonesa desarrolló una estrategia orientada a permitir que la flota estadounidense navegara a través del Océano Pacífico mientras utilizaba submarinos para debilitarla. La flota japonesa intentaría entonces forzar finalmente una batalla definitiva contra la estadounidense sobre el territorio que más favorable y sólo después de que fuera debilitada.
El Plan de Guerra Naranja previo al conflicto no previó que Japón inutilizaría la flota de acorazados estadounidense en el ataque a Pearl Harbor. Muchos han cuestionado el traslado que hizo Franklin Delano Roosevelt de la flota desde California (EE. UU.) a Hawái, donde la alcanzó la guerra sin haber vuelto a California para recoger la otra mitad de los equipos (reservas movilizadas y nuevos reclutas).
Sin embargo, el plan americano cambió después de Pearl Harbor, adecuándolo al predominio del avión en la guerra naval (demostrado por el ataque y por la superioridad aérea sobre las Filipinas alcanzada por los japoneses) e incluso después de graves fracasos japoneses como la Midway, la flota estadounidense mantuvo un avance metódico ("salto de isla"), que nunca la llevó más de allá de la cobertura aérea desde una base aérea terrestre.